# 新特雷宾
新特雷宾（德語：Neutrebbin）是德国勃兰登堡州的市镇，隶属于梅尔基施-奥得兰县。总面积为36.76平方千米，截至2023年12月31日总人口为1,372人。